# Aeroportul Bologna „Guglielmo Marconi”
Aeroportul Bologna „Guglielmo Marconi” (în italiană Aeroporto di Bologna-Guglielmo Marconi; IATA: BLQ, ICAO: LIPE) este un aeroport care deservește orașul Bologna, Italia. Este localizat la 6 km nord-vest de centrul orașului, la circa 200km sud-est de Milano.
În 2012 aeroportul a fost tranzitat de 5.958.648 de pasageri, ceea ce reprezintă o creștere de 1,2% față de anul 2011, și au fost efectuate 67.529 de mișcări de aeronave.

## Companii aeriene și destinații
| Companii aeriene                                  | Destinații |
| ------------------------------------------------- | --- |
| Aegean Airlines                                   | Charter sezonier: Heraklion, Rhodos |
| Aer Lingus                                        | Sezonier: Dublin |
| Aeroflot                                          | Moscova-Sheremetyevo |
| Air Arabia Maroc                                  | Casablanca |
| Air France                                        | Paris-Charles de Gaulle |
| Air France operat de HOP!                         | Lyon, Paris-Charles de Gaulle |
| Air Italy                                         | Catania Sezonier: Mombasa, Zanzibar |
| Air Moldova                                       | Chișinău |
| Alitalia                                          | Catania, Roma-Fiumicino |
| Alitalia operat de Alitalia CityLiner             | Roma-Fiumicino |
| Austrian Airlines operat de Tyrolean Airways      | Viena |
| Belle Air                                         | Pristina, Tirana |
| Blue1                                             | Sezonier: Helsinki |
| Blue Air                                          | Bacău, București-Henri Coandă |
| Blue Panorama Airlines                            | Charter sezonier: Marsa Alam, Mombasa, Sharm el-Sheikh |
| Blue Panorama Airlines operat de Blu-express      | Sezonier: Pantelleria |
| British Airways                                   | Londra-Heathrow |
| Brussels Airlines                                 | Bruxelles |
| easyJet                                           | Londra-Gatwick, Paris-Charles de Gaulle |
| Germanwings                                       | Berlin-Tegel, Koln |
| Iberia operat de Air Nostrum                      | Madrid |
| Iceland Express operat de Holidays Czech Airlines | Sezonier: Reykjavík-Keflavík |
| Jetairfly                                         | Casablanca, Marrakech |
| KLM operat de KLM Cityhopper                      | Amsterdam |
| Livingston                                        | Charter sezonier: Mostar, Sharm el-Sheikh, Marsa Alam |
| Lufthansa                                         | Frankfurt |
| Lufthansa Regional operat de Air Dolomiti         | Düsseldorf, München |
| Lufthansa Regional operat de Lufthansa Cityline   | Düsseldorf, Frankfurt, München |
| Meridiana                                         | Alghero, Cagliari, Chișinău, Olbia Sezonier: Heraklion, Lampedusa, Mykonos, Santorini Charter sezonier: Hurghada, Marsa Alam, Sharm el-Sheikh |
| Mistral Air                                       | Sezonier: Mostar, Zakynthos (începând cu 17 iulie 2013) Charter sezonier: Sharm el-Sheikh |
| Neos                                              | Charter sezonier: Dubai, Marsa Alam, Sharm el-Sheikh |
| Nouvelair                                         | Sezonier: Djerba, Monastir |
| Pegasus Airlines                                  | Istanbul-Sabiha Gökçen |
| Royal Air Maroc                                   | Casablanca |
| Ryanair                                           | Barcelona, Bari, Beauvais, Brindisi, Charleroi, Cracovia, Dublin, Edinburgh, Girona, Hahn, Lamezia Terme, Londra-Stansted, Madrid, Malta, Palermo, Sevilla, Tenerife-South, Trapani, Valencia, Varșovia-Modlin, Weeze, Wroclaw Sezonier: Kos, Paphos, Salonic |
| Scandinavian Airlines                             | Copenhaga, Stockholm-Arlanda |
| TAP Portugal                                      | Lisabona, Zagreb |
| TAROM                                             | Iași |
| Transavia.com                                     | Eindhoven |
| Tunisair                                          | Tunis |
| Turkish Airlines                                  | Istanbul-Atatürk |
| Vueling                                           | Barcelona |
| Wizz Air                                          | București, Cluj, Sofia, Târgu Mureș, Timișoara |